# Ricardo Jas
Ricardo Angelo Jas (Den Haag, 13 september 1993) is een Nederlandse Paralympische alpineskiër. 

## Biografie
Begin 2008 krijgt Ricardo te horen dat hij een bottumor (osteosarcoom) heeft in zijn linkerdijbeen. Chemotherapie baatte niet en dus werd zijn been geamputeerd. Tijdens de revalidatie komt hij in 2009 in contact met Paralympisch skiën. In 2014 krijgt hij officieel de status van belofte in het team van de Nederlandse Ski Vereniging.